# Dumai
Dumai est une ville de la province indonésienne de Riau dans l'île de Sumatra. Son territoire a une superficie de 2 039,35 km2 et avec 293 355 habitants en 2012, c'est la deuxième ville la plus peuplée de la province.

## Géographie
Dumai se trouve à environ 188 km au Nord de Pekanbaru, sur la rive sud du détroit qui sépare l'île de Rupat de Sumatra.

## Histoire
Dumai était autrefois un petit hameau de la côte est de la province de Riau. Il a obtenu un statut de ville le 20 avril 1999. ayant eu précédemment une ville administrative (kota) du Kabupaten de Bengkalis.

Lors de sa création, la ville ne comptait que des 3 districts, 13 villages et 9 villages avec une population de seulement 15 699 âmes avec 83.85/km2 densité

## Économie
L'économie de Dumai est centrée sur sa raffinerie de pétrole, inaugurée en 1971. La capacité actuelle de la raffinerie est de 170 000 barils par jour (l'équivalent de 8,5 millions de tonnes par an). La raffinerie a été construite pour traiter principalement le pétrole brut du champ de Duri, découvert en 1941. Duri n'a été mis en production qu'en 1954 par Caltex. Sa production est actuellement de 185 000 b/j.

## Transport
Dumai possède un aéroport national, l'aéroport de Pinang Kampai, qui joue un rôle important tant au niveau régional qu'international, en particulier avec la Malaisie.